# Mistrzostwa Europy w Lekkoatletyce 1986 – bieg na 400 m mężczyzn
Bieg na dystansie 400 metrów mężczyzn był jedną z konkurencji rozgrywanych podczas XIV mistrzostw Europy w Stuttgarcie. Biegi eliminacyjne zostały rozegrane 27 sierpnia, półfinałowe 28 sierpnia, a bieg finałowy 29 sierpnia 1986 roku. Zwycięzcą tej konkurencji został reprezentant Wielkiej Brytanii Roger Black. W rywalizacji wzięło udział dwudziestu pięciu zawodników z trzynastu reprezentacji.

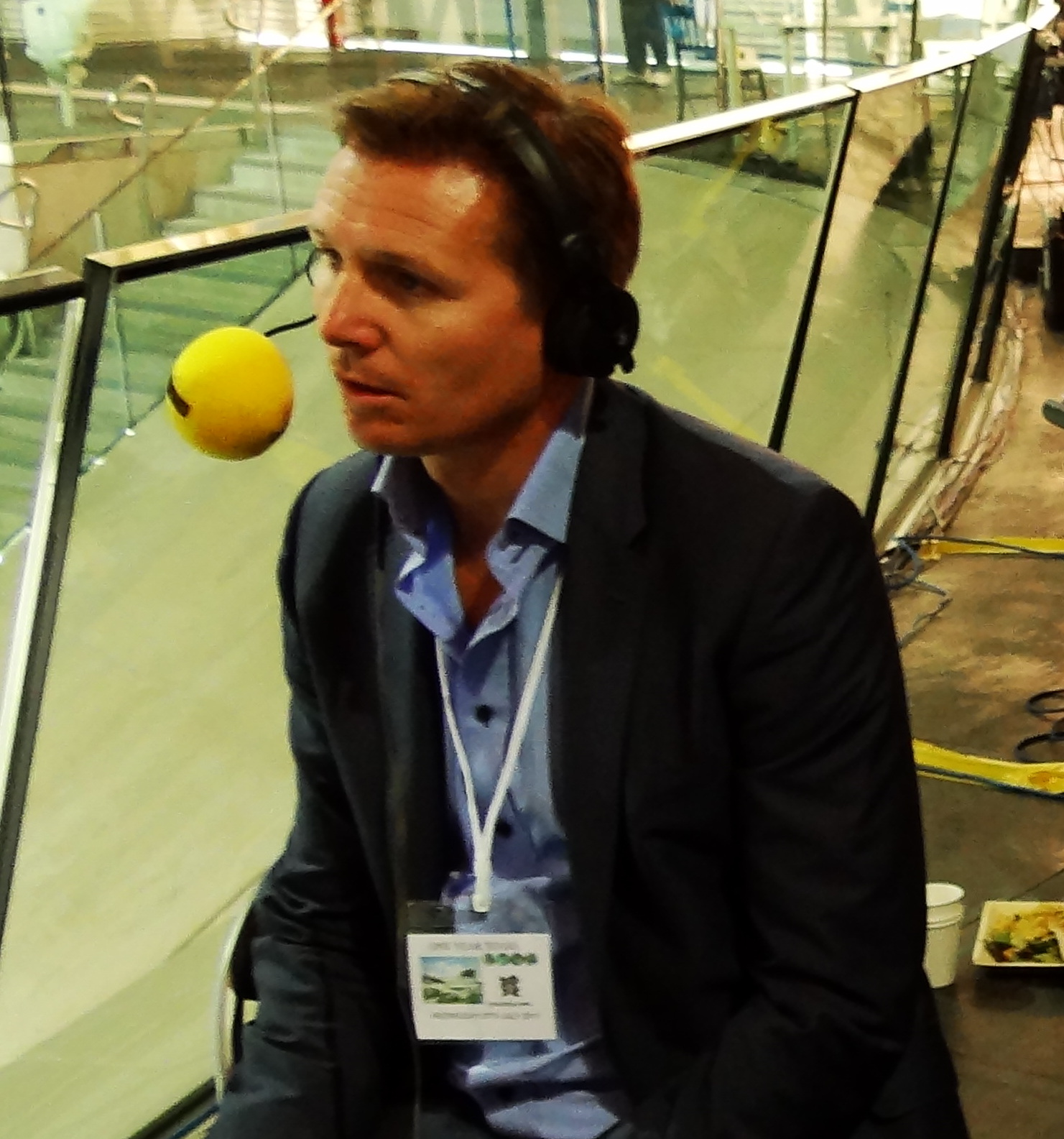
Roger Black

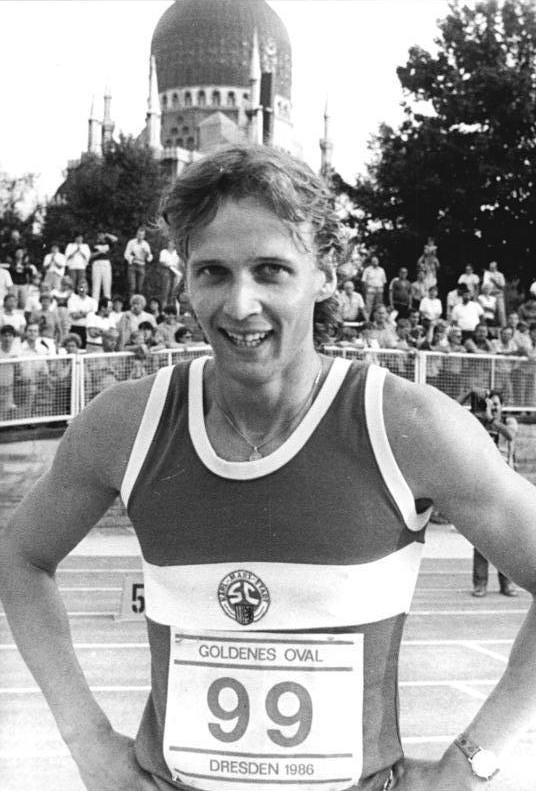
Thomas Schönlebe

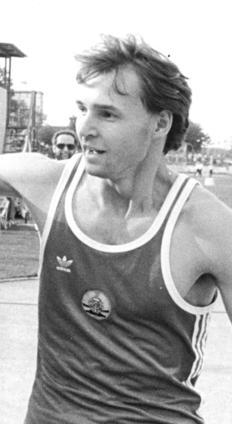
Mathias Schersing

## Rekordy
| Rekord świata     | Lee Evans (USA)      | 43,86 | Meksyk, Meksyk | 18.10.1968 |
| Rekord Europy     | Erwin Skamrahl (FRG) | 44,50 | Monachium, RFN | 26.07.1983 |
| Rekord mistrzostw | Hartmut Weber (FRG)  | 44,72 | Ateny, Grecja  | 09.09.1982 |

## Wyniki

### Eliminacje
Rozegrano cztery biegi eliminacyjne. Do półfinałów awansowało po trzech najlepszych zawodników każdego biegu eliminacyjnego (Q) oraz czterech spośród pozostałych z najlepszym czasem (q).
Bieg 1
| Miejsce | Zawodnik        | Czas  | Uwagi |
| ------- | --------------- | ----- | ----- |
| 1       | Roger Black     | 45,40 | Q     |
| 2       | Antonio Sánchez | 45,78 | Q     |
| 3       | Erwin Skamrahl  | 46,11 | Q     |
| 4       | Arjen Visserman | 46,12 | q     |
| 5       | Mauro Zuliani   | 46,53 |       |
| 6       | Ismail Mačev    | 47,52 |       |
| 7       | Fikret Tulumtaş | 48,97 |       |

Bieg 2
| Miejsce | Zawodnik          | Czas  | Uwagi |
| ------- | ----------------- | ----- | ----- |
| 1       | Phil Brown        | 46,00 | Q     |
| 2       | Mathias Schersing | 46,04 | Q     |
| 3       | Derek O'Connor    | 46,09 | Q     |
| 4       | Jörg Vaihinger    | 46,23 | q     |
| 5       | Władimir Prosin   | 46,32 |       |
| 6       | Gusztáv Menczer   | 46,40 |       |

Bieg 3
| Miejsce | Zawodnik            | Czas  | Uwagi |
| ------- | ------------------- | ----- | ----- |
| 1       | Derek Redmond       | 45,75 | Q     |
| 2       | Ralf Lübke          | 45,88 | Q     |
| 3       | Aleksandr Kuroczkin | 46,18 | Q     |
| 4       | Aldo Canti          | 46,23 | q     |
| 5       | Ángel Heras         | 46,41 |       |
| 6       | Gerry Delaney       | 46,88 |       |

Bieg 4
| Miejsce | Zawodnik         | Czas  | Uwagi |
| ------- | ---------------- | ----- | ----- |
| 1       | Thomas Schönlebe | 45,54 | Q     |
| 2       | Roberto Ribaud   | 45,69 | Q     |
| 3       | Yann Quentrec    | 45,77 | Q     |
| 4       | Arkadij Korniłow | 46,09 | q     |
| 5       | Željko Knapić    | 47,81 |       |
| –       | Marcel Arnold    | DQ    |       |

### Półfinały
Rozegrano dwa półfinały. Do finału awansowało po czterech najlepszych zawodników każdego biegu półfinałowego (Q).
Półfinał 1
| Miejsce | Zawodnik            | Czas  | Uwagi |
| ------- | ------------------- | ----- | ----- |
| 1       | Roger Black         | 45,33 | Q     |
| 2       | Mathias Schersing   | 45,38 | Q     |
| 3       | Aldo Canti          | 45,62 | Q     |
| 4       | Erwin Skamrahl      | 45,81 | Q     |
| 5       | Yann Quentrec       | 45,89 |       |
| 6       | Aleksandr Kuroczkin | 46,01 |       |
| 7       | Roberto Ribaud      | 46,22 |       |
| 8       | Phil Brown          | 46,61 |       |

Półfinał 2
| Miejsce | Zawodnik         | Czas  | Uwagi |
| ------- | ---------------- | ----- | ----- |
| 1       | Derek Redmond    | 45,35 | Q     |
| 2       | Thomas Schönlebe | 45,42 | Q     |
| 3       | Antonio Sánchez  | 45,71 | Q     |
| 4       | Ralf Lübke       | 45,72 | Q     |
| 5       | Derek O'Connor   | 45,94 |       |
| 6       | Jörg Vaihinger   | 46,36 |       |
| 7       | Arkadij Korniłow | 46,46 |       |
| 8       | Arjen Visserman  | 46,66 |       |

### Finał
| Miejsce | Zawodnik          | Czas  | Uwagi   |
| ------- | ----------------- | ----- | ------- |
| 1       | Roger Black       | 44,59 | NR · CR |
| 2       | Thomas Schönlebe  | 44,63 |         |
| 3       | Mathias Schersing | 44,85 |         |
| 4       | Derek Redmond     | 45,25 |         |
| 5       | Ralf Lübke        | 45,35 |         |
| 6       | Antonio Sánchez   | 45,41 | NR      |
| 7       | Aldo Canti        | 45,93 |         |
| 8       | Erwin Skamrahl    | 46,38 |         |